# Ostpark
L'Ostpark est un parc public de Munich, en Allemagne. Pensé dès 1918 pour les quartiers est, il a été planifié dans les années 1960 et a ouvert en 1973. Il couvre une superficie de 56 hectares.

## Description
Avec l’Ostpark, une terre arable autrefois plate a été transformée en un parc paysager avec des pelouses ensoleillées, des collines couvertes d’arbres et des surfaces d’eau, notamment un lac central de 3 hectares, comme zone de loisirs locale populaire dans le sud-est de Munich.
En juin 2015, un terrain de jeu rénové a été ouvert dans l'Ostpark, à proximité du café en plein air Michaeligarten. Il possède des toboggans, des balançoires, des installations d'escalade, un espace de jeux aquatiques. L'aire de jeux est accessible aux enfants en fauteuil roulant .

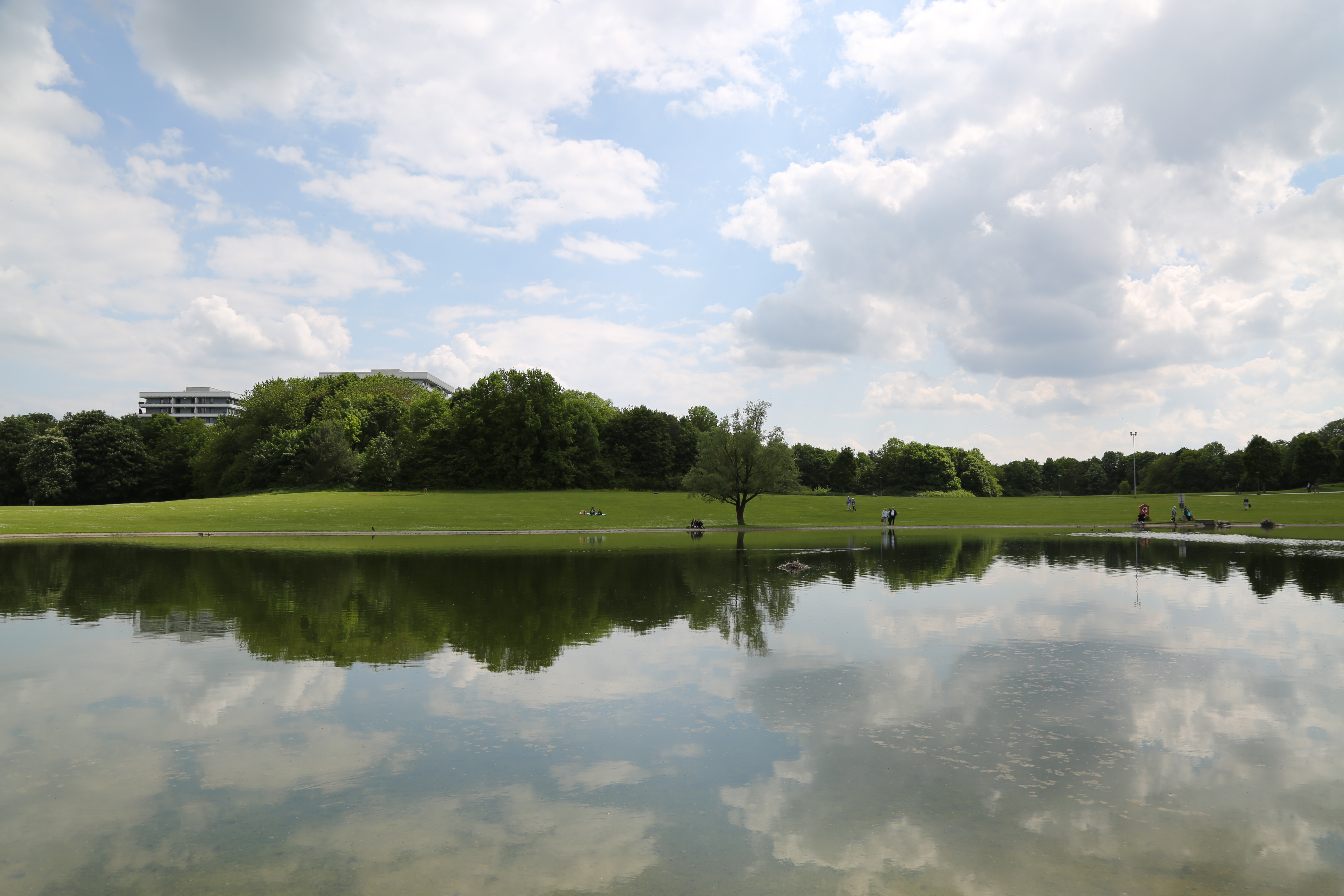
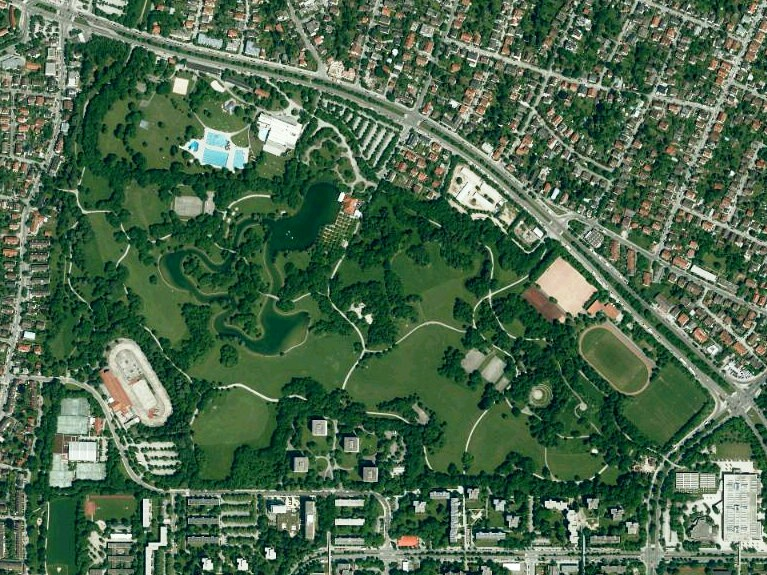
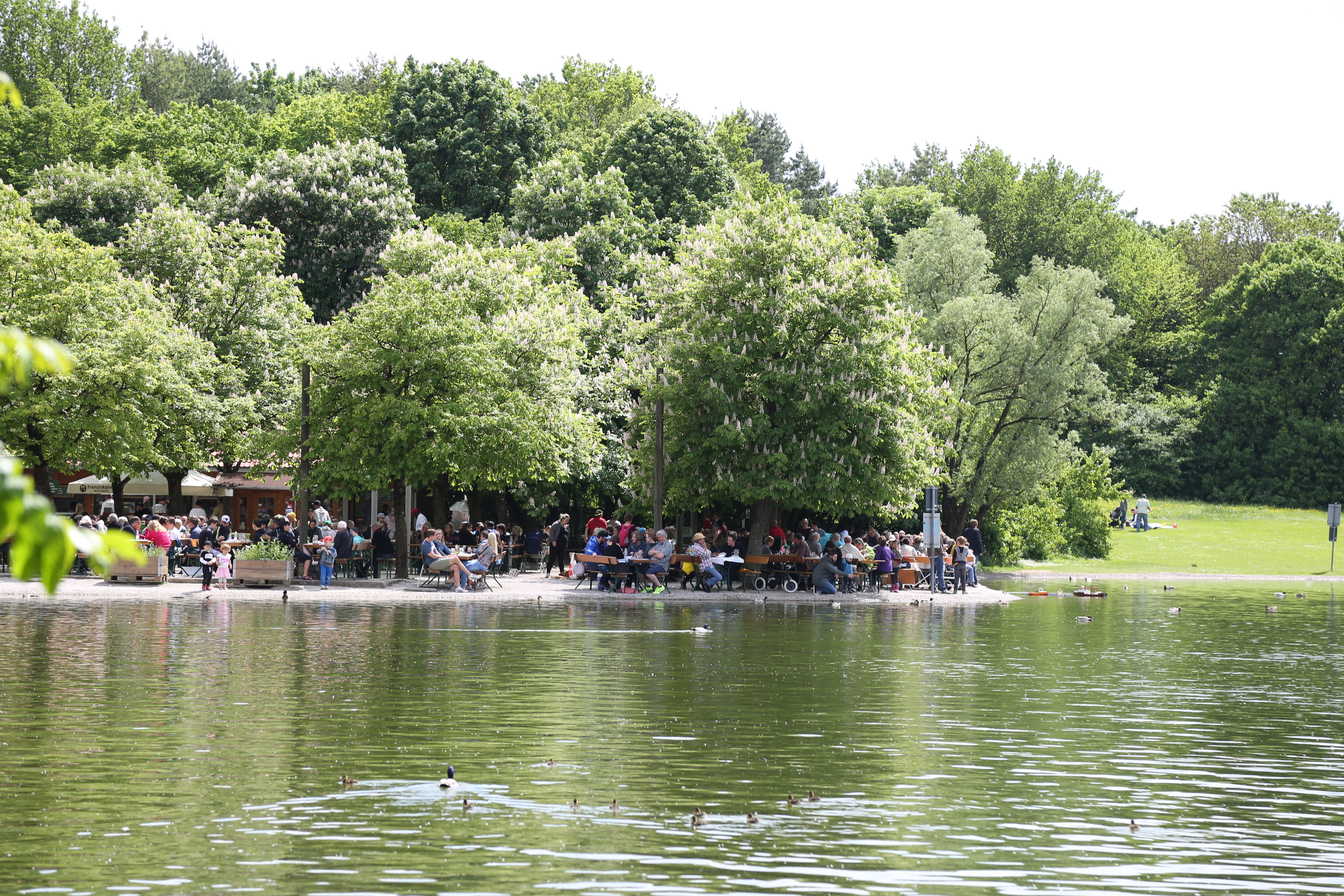
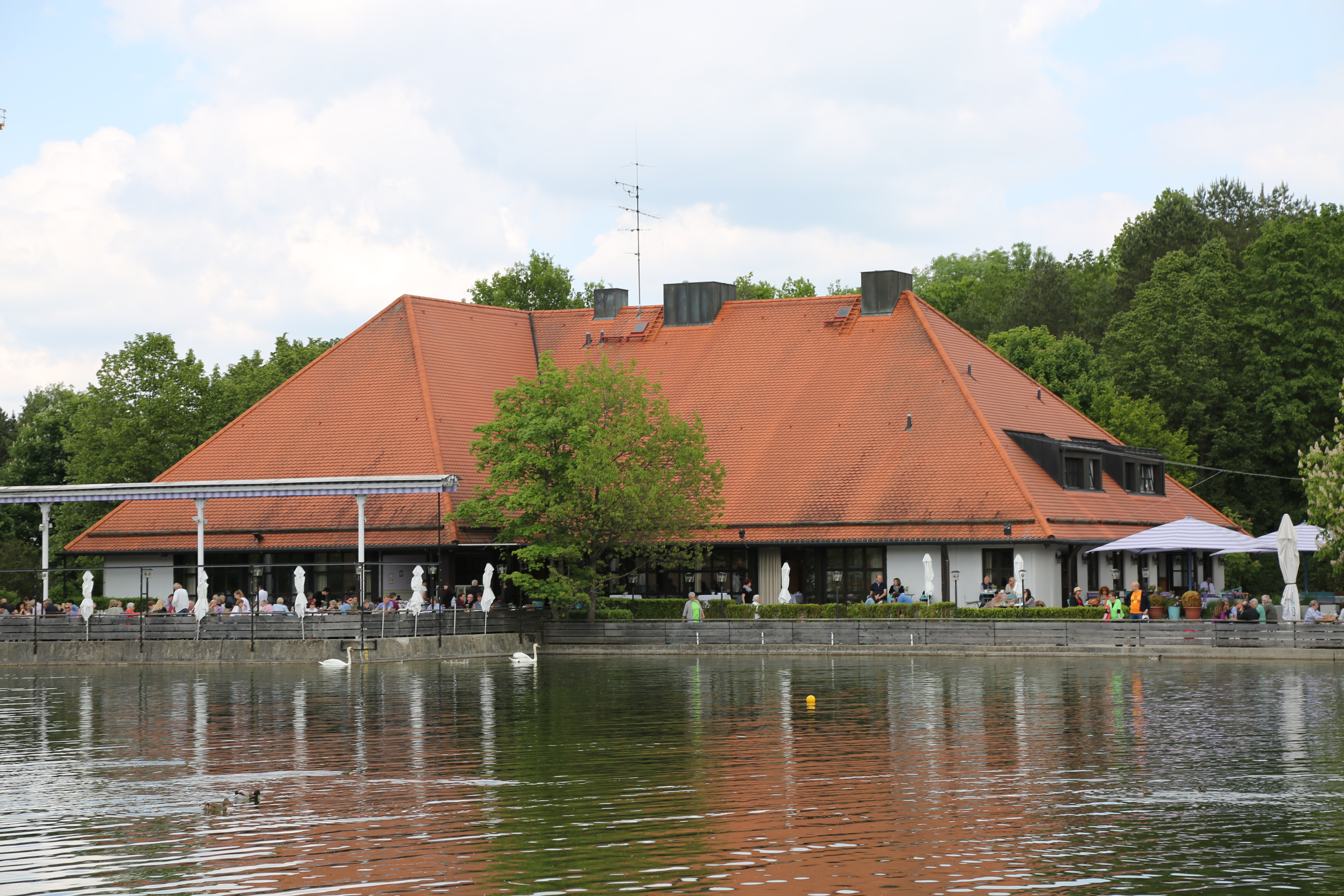
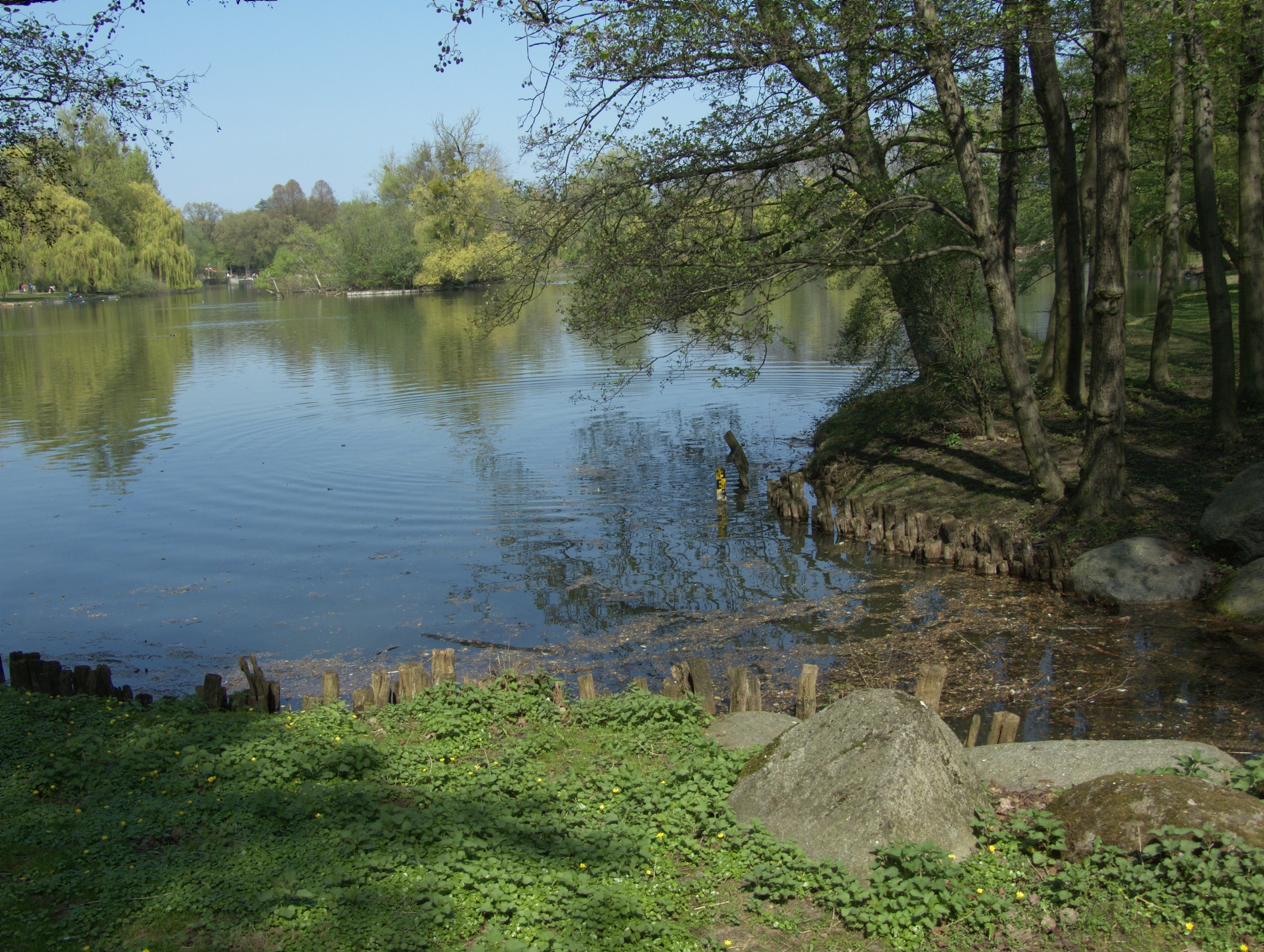
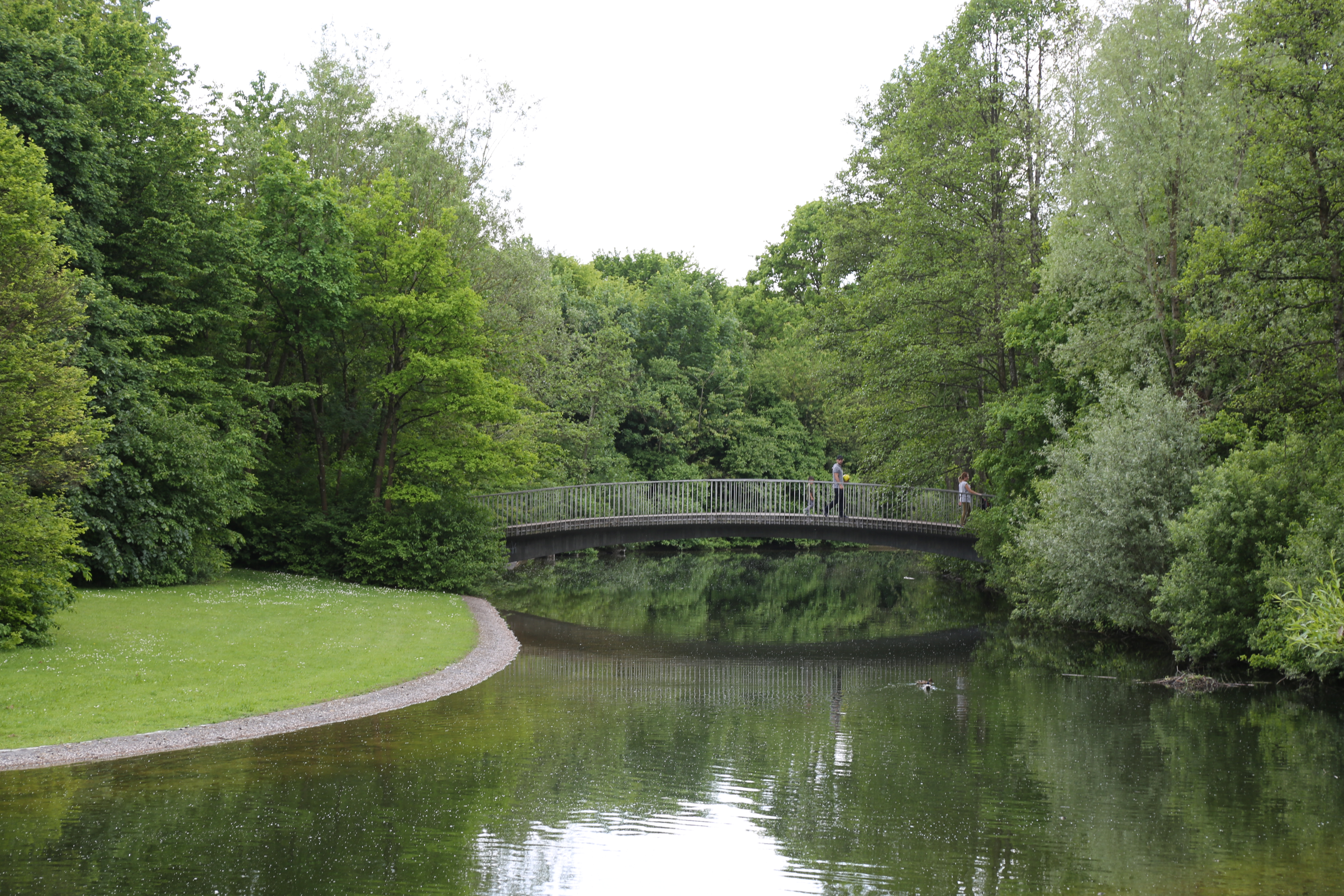